# Macromia alleghaniensis
Macromia alleghaniensis – gatunek ważki z rodziny Macromiidae. Występuje na terenie Ameryki Północnej.